# دژ لوویسا
۶۰°۲۷′۴۴″ شمالی ۲۶°۱۴′۱۷″ شرقی / ۶۰٫۴۶۲۲۲°شمالی ۲۶٫۲۳۸۰۶°شرقی

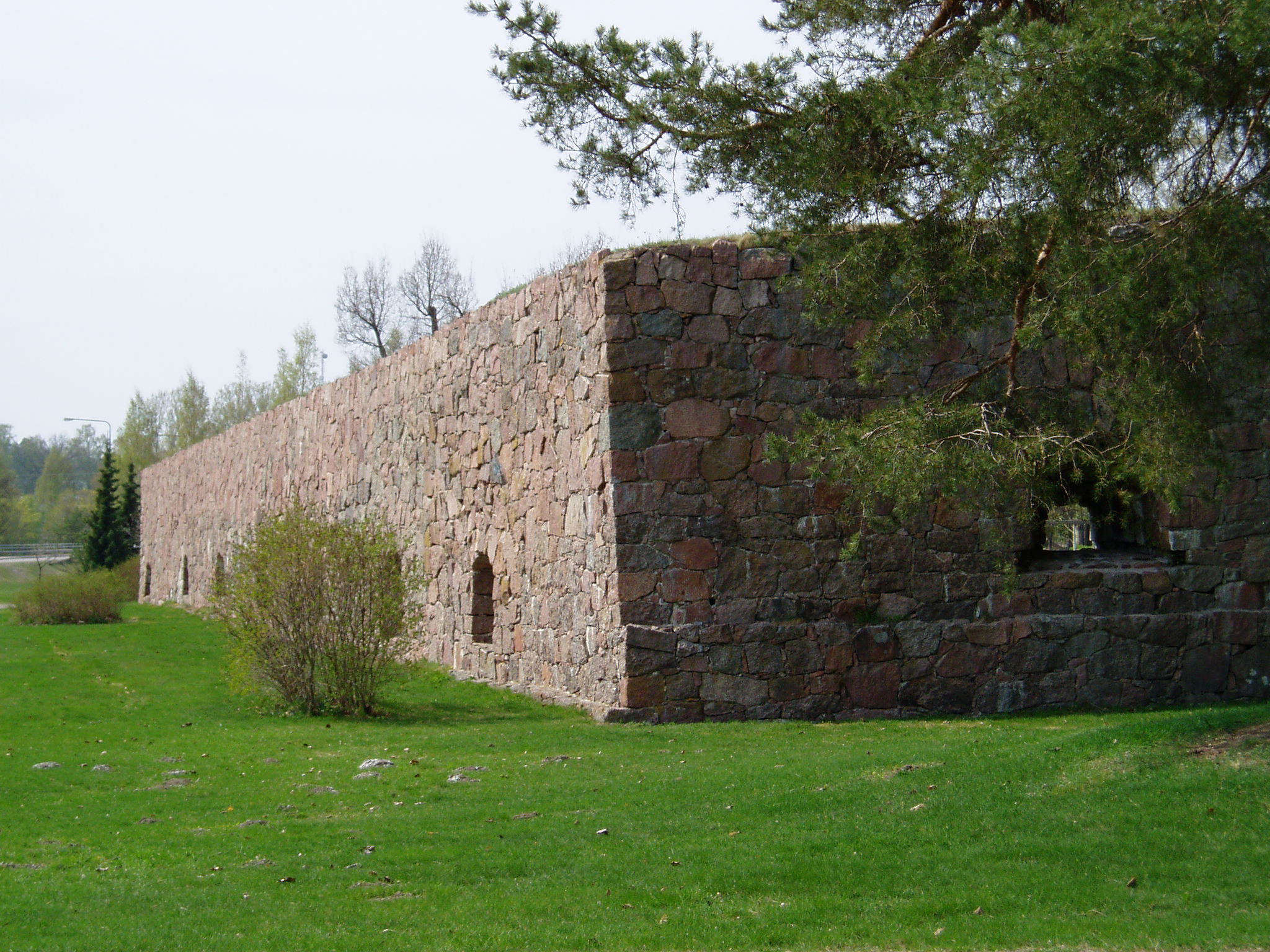

دژ لوویسا (به فنلاندی: Loviisan maalinnoitus) یک قلعه خاکی است که در لوویسا فنلاند واقع شده‌است.

## جنگ کلاه‌ها و صلح تورکو
سوئد که خواستار انتقام شکست خود در جنگ بزرگ شمالی بود، جنگ موسوم کلاه‌ها را در سال‌های ۱۷۴۱–۱۷۴۳ آغاز کرد. اما نیروهای سوئدی بسیار بد تجهیز شده بودند، آموزش خوبی نداشتند و فرماندهی بدی داشتند و در نهایت مجبور شدند در سراسر فنلاند عقب‌نشینی کنند. کل بخش شرقی تحت اشغال روسیه باقی ماند که به خشم کوچک معروف است. طبق معاهده تورکو در سال ۱۷۴۳، مرز جدید سوئد و روسیه از شاخه غربی کومی‌یوکی به دریاچه سایما در نظر گرفته شد. سوئد شهرهای هامینا، لاپن‌رانتا و ساون‌لینا و همچنین دژ هامینا، دژ لاپن‌رانتا و اولاوینلیننا را از دست می‌دهد و مرز جدید را بدون محافظت می‌گذارد.
برای از سرگیری فعالیت‌های تجاری، شهر دگربو در سال ۱۷۴۵ تأسیس شد که در سال ۱۷۵۲ به افتخار لوویسا اولریکا به لوویسا تغییر نام داد.

## تقویت مرزهای جدید
طرح استحکامات ارائه شده توسط آگوستین ارنسوارد در سال ۱۷۴۶–۱۷۴۷ چهار نوع استحکامات را شامل می‌شد: دژ لوویسا، دژ سوارتهلم، قلعه اصلی هلسینکی و سوئومن‌لینا. حکومت سوئد این طرح دفاعی را برای فنلاند در دستور کار قرار می‌دهد و همچنین فریدریش دوم، پادشاه پروس آن را به‌طور قطع تأیید می‌کند. آگوستین ارنسوارد به عنوان معمار اصلی و مدیر ساخت منصوب شد.